# Medaliści mistrzostw świata w kolarstwie torowym – sprint indywidualny amatorów
Pełna lista medalistów mistrzostw świata w kolarstwie torowym w sprincie indywidualnym amatorów.

## Medaliści
| Rok i miejsce         | Złoto                 | Srebro                      | Brąz                        |
| --------------------- | --------------------- | --------------------------- | --------------------------- |
| 1893 Chicago          | Arthur Zimmerman      | John Johnson                | John Patrick Bliss          |
| 1894 Antwerpia        | August Lehr           | Jaap Eden                   | William Broadbridge         |
| 1895 Kolonia          | Jaap Eden             | Christian Ingemann Petersen | Jean Schaaf                 |
| 1896 Kopenhaga        | Harry Reynolds        | Edwin Schrader              | Charles Guillaumet          |
| 1897 Glasgow          | Edwin Schrader        | W.P. Fawcett                | Harry Reynolds              |
| 1898 Wiedeń           | Paul Albert           | Ludwig Opel                 | Thomas Summersgill          |
| 1899 Montreal         | Thomas Summersgill    | Earl Peabody                | John Caldow                 |
| 1900 Paryż            | Alphonse Didier-Nauts | John Henry Lake             | Ferdinand Vasserot          |
| 1901 Berlin           | Émile Maitrot         | Rudolf Vejtruba             | Heinrich Struth             |
| 1902 Rzym             | Charles Piard         | Léon Delaborde              | Orla Nord                   |
| 1903 Kopenhaga        | Arthur Reed           | James Benyon                | Carl Hellemann              |
| 1904 Londyn           | Marcus Hurley         | Arthur Reed                 | James Benyon                |
| 1905 Antwerpia        | James Benyon          | Harald Donald Buck          | Eugène Debongnie            |
| 1906 Genewa           | Francesco Verri       | Émile Delage                | Dario Rondelli              |
| 1907 Paryż            | Jean Devoissoux       | André Auffray               | Camille Avrillon            |
| 1908 Berlin           | Victor Johnson        | Benjamin Jones              | Émile Demangel              |
| 1909 Kopenhaga        | William Bailey        | Karl Neumer                 | Maurice Schilles            |
| 1910 Bruksela         | William Bailey        | Karl Neumer                 | Paul Texier                 |
| 1911 Rzym             | William Bailey        | Angelo Feroci               | Guido Gasparinetti          |
| 1912 Newark           | Donald McDougall      | Harry Kaiser                | James Diver                 |
| 1913 Lipsk            | William Bailey        | Harry Ryan                  | Christel Rode               |
| 1920 Antwerpia        | Maurice Peeters       | Thomas Johnson              | Gerald Halpin               |
| 1921 Kopenhaga        | Henry Brask Andersen  | Erik Kjeldsen               | Johan Norman Hansen         |
| 1922 Paryż            | Thomas Johnson        | Maurice Peeters             | William Ormston             |
| 1923 Zurych           | Lucien Michard        | Antoine Mazairac            | Gerard Bosch van Drakestein |
| 1924 Paryż            | Lucien Michard        | Lucien Faucheux             | Herbert Fuller              |
| 1925 Amsterdam        | Jaap Meijer           | Antoine Mazairac            | Bernard Leene               |
| 1926 Mediolan/Turyn   | Avanti Martinetti     | Léon Galvaing               | Antoine Mazairac            |
| 1927 Kolonia          | Mathias Engel         | Willy Falck Hansen          | Peter Steffes               |
| 1928 Budapeszt        | Willy Falck Hansen    | Roger Beaufrand             | Jack Standen                |
| 1929 Zurych           | Antoine Mazairac      | Sydney Cozens               | Willy Gervin                |
| 1930 Bruksela         | Louis Gérardin        | Sydney Cozens               | Bruno Pellizzari            |
| 1931 Kopenhaga        | Helge Harder          | Willy Gervin                | Anker Meyer Andersen        |
| 1932 Rzym             | Albert Richter        | Nino Mozzo                  | Franz Dusika                |
| 1933 Paryż            | Jacobus van Egmond    | Roland Ulrich               | Anker Meyer Andersen        |
| 1934 Lipsk            | Benedetto Pola        | Arie van Vliet              | Christian Lente             |
| 1935 Bruksela         | Toni Merkens          | Arie van Vliet              | Jef van de Vijver           |
| 1936 Zurych           | Arie van Vliet        | Pierre Georget              | Henri Collard               |
| 1937 Kopenhaga        | Jef van de Vijver     | Pierre Georget              | Henk Ooms                   |
| 1938 Amsterdam        | Jef van de Vijver     | Bruno Loatti                | Jan Derksen                 |
| 1939 Mediolan         | Jan Derksen           | Italo Astolfi               | Gerhard Purann              |
| 1946 Zurych           | Oscar Plattner        | Axel Schandorff             | Cor Bijster                 |
| 1947 Paryż            | Reginald Harris       | Cor Bijster                 | Henri Sensever              |
| 1949 Kopenhaga        | Sidney Patterson      | Jacques Bellenger           | Jack Heid                   |
| 1950 Liège            | Maurice Verdeun       | Pierre Even                 | Jan Hijzelendoorn           |
| 1951 Mediolan         | Enzo Sacchi           | Russell Mockridge           | Marino Morettini            |
| 1952 Paryż            | Enzo Sacchi           | Marino Morettini            | Cyril Peacock               |
| 1953 Zurych           | Marino Morettini      | Cesare Pinarello            | Werner Potzernheim          |
| 1954 Kolonia          | Cyril Peacock         | John Tresidder              | Roger Gaignard              |
| 1955 Mediolan         | Giuseppe Ogna         | Jorge Bátiz                 | John Tresidder              |
| 1956 Kopenhaga        | Michel Rousseau       | Jorge Bátiz                 | Guglielmo Pesenti           |
| 1957 Liège            | Michel Rousseau       | Guglielmo Pesenti           | Valentino Gasparella        |
| 1958 Paryż            | Valentino Gasparella  | Sante Gaiardoni             | Dick Ploog                  |
| 1959 Amsterdam        | Valentino Gasparella  | Sante Gaiardoni             | André Gruchet               |
| 1960 Lipsk            | Sante Gaiardoni       | Leo Sterckx                 | Dave Handley                |
| 1961 Zurych           | Sergio Bianchetto     | Giuseppe Beghetto           | Ron Baensch                 |
| 1962 Mediolan         | Sergio Bianchetto     | Giuseppe Beghetto           | Pierre Trentin              |
| 1963 Liège            | Patrick Sercu         | Pierre Trentin              | Sergio Bianchetto           |
| 1964 Paryż            | Pierre Trentin        | Daniel Morelon              | Sergio Bianchetto           |
| 1965 San Sebastián    | Omar Pchakadze        | Giordano Turrini            | Daniel Morelon              |
| 1966 Frankfurt        | Daniel Morelon        | Pierre Trentin              | Omar Pchakadze              |
| 1967 Amsterdam        | Daniel Morelon        | Pierre Trentin              | Luigi Borghetti             |
| 1968 Rzym             | Luigi Borghetti       | Niels Fredborg              | Robert Van Lancker          |
| 1969 Antwerpia        | Daniel Morelon        | Omar Pchakadze              | Peder Pedersen              |
| 1970 Leicester        | Daniel Morelon        | Peder Pedersen              | Gérard Quintyn              |
| 1971 Varese           | Daniel Morelon        | Siergiej Krawcow            | Ivan Kučírek                |
| 1973 San Sebastián    | Daniel Morelon        | Anatolij Jabłunowski        | Giorgio Rossi               |
| 1974 Montreal         | Anton Tkáč            | Siergiej Krawcow            | Giorgio Rossi               |
| 1975 Liège            | Daniel Morelon        | Giorgio Rossi               | Emanuel Raasch              |
| 1977 San Cristóbal    | Hans-Jürgen Geschke   | Emanuel Raasch              | Lutz Heßlich                |
| 1978 Monachium        | Anton Tkáč            | Emanuel Raasch              | Christian Drescher          |
| 1979 Amsterdam        | Lutz Heßlich          | Emanuel Raasch              | Christian Drescher          |
| 1981 Brno             | Siergiej Kopyłow      | Lutz Heßlich                | Detlef Uibel                |
| 1982 Leicester        | Siergiej Kopyłow      | Lutz Heßlich                | Emzar Gelaszwili            |
| 1983 Zurych           | Lutz Heßlich          | Siergiej Kopyłow            | Michael Hübner              |
| 1985 Bassano          | Lutz Heßlich          | Michael Hübner              | Ralf-Guido Kuschy           |
| 1986 Colorado Springs | Michael Hübner        | Lutz Heßlich                | Ralf-Guido Kuschy           |
| 1987 Wiedeń           | Lutz Heßlich          | Michael Hübner              | Bill Huck                   |
| 1989 Lyon             | Bill Huck             | Michael Hübner              | Nikołaj Kowsz               |
| 1990 Maebashi         | Bill Huck             | Curt Harnett                | Jens Fiedler                |
| 1991 Stuttgart        | Jens Fiedler          | Bill Huck                   | Gary Neiwand                |

## Tabela medalowa
| Miejsce | Państwo           |    |    |    | Razem |
| ------- | ----------------- | -- | -- | -- | ----- |
| 1.      | Francja           | 17 | 15 | 14 | 46    |
| 2.      | Włochy            | 13 | 13 | 10 | 36    |
| 3.      | Wielka Brytania   | 11 | 9  | 8  | 28    |
| 4.      | Holandia          | 9  | 6  | 10 | 25    |
| 5.      | NRD               | 8  | 9  | 10 | 27    |
| 6.      | Niemcy            | 6  | 4  | 6  | 16    |
| 7.      | Dania             | 4  | 8  | 6  | 18    |
| 8.      | ZSRR              | 3  | 5  | 3  | 11    |
| 9.      | Stany Zjednoczone | 3  | 4  | 3  | 10    |
| 10.     | Belgia            | 2  | 2  | 2  | 6     |
| 11.     | Czechosłowacja    | 2  | 0  | 1  | 3     |
| 12.     | Australia         | 1  | 2  | 6  | 9     |
| 13.     | Szwajcaria        | 1  | 0  | 0  | 1     |
| 14.     | Argentyna         | 0  | 2  | 0  | 2     |
| 15.     | Austria           | 0  | 1  | 1  | 2     |
| 16.     | Kanada            | 0  | 0  | 1  | 1     |